# Ariel Ze'evi
Ariel Ze'evi (16 de janeiro de 1977) é um judoca israelense.
Foi medalhista de bronze em Atenas, 2004, além de obter uma medalha de prata campeonatos mundiais de judô.
Em campeonatos europeus de judô, obteve 4 medalhas de ouro, 1 prata e 4 bronzes.